# Лизер (замок)
Лизер (нем. Schloss Lieser) — замок, построенный в стиле историзма в одноимённой винодельческой коммуне Лизер на берегу реки Мозель недалеко от города Бернкастель-Кус и на противоположном берегу от коммуны Мюльхайм в земле Рейнланд-Пфальц, Германия. Наряду с приходской церковью Святого Петра это одна из главных достопримечательностей региона. Замок Лизер в 1981 году внесён в список памятников архитектуры Германии.

## История

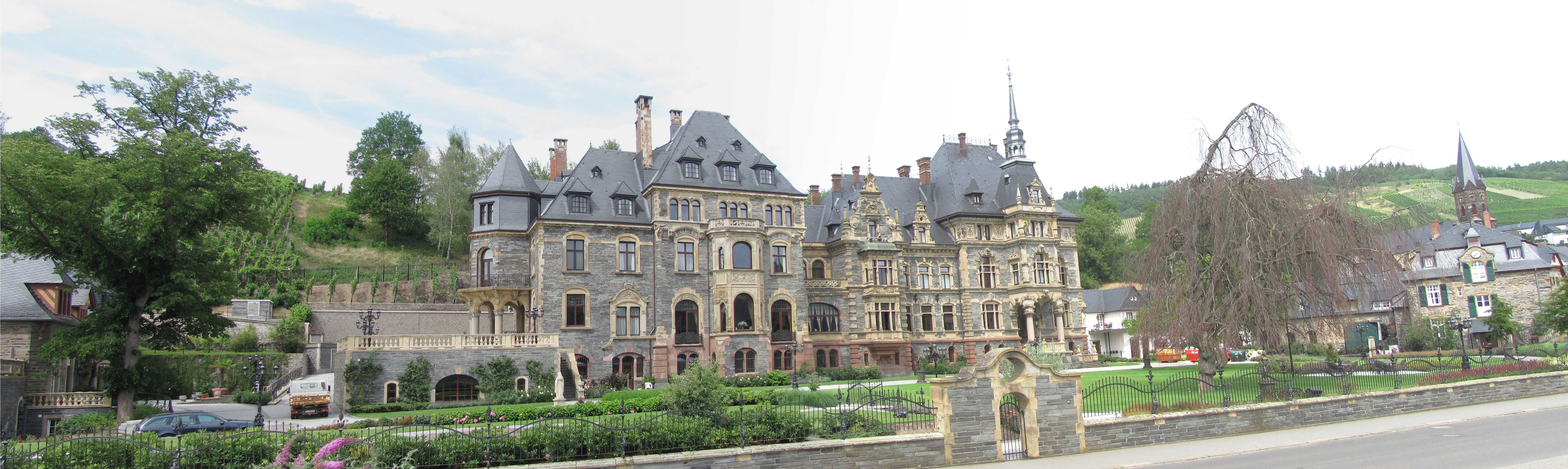
Панорамный вид комплекса

### Строительство и реновация
Замок Лизер был семейной резиденцией крупного промышленника Эдуарда Пуричелли (1826–1893). Свой капитал он сколотил будучи совладельцем газового бизнеса. Его компания имела офисы в Трире и Райнбёллене. Эдуард Пуричелли увлекался политикой и был активным членом Консервативной партии Пруссии. В 1867 году он был избран в германский рейхстаг от Рейнской провинции. После победы во франко-прусской войне он энергично выступал за присоединение Эльзас-Лотарингии к Германской империи. В первую очередь, вероятно, по экономическим соображениям.
Здание возводилось с 1884 по 1887 год на месте бывших хозяйственных построек, построенных в 1710 году и принадлежавших Трирскому курфюршеству. Архитектором выступил Генрих Теодор Шмидт из Франкфурта. Он не только подготовил проект, но непосредственно занимался всеми вопросами, связанными со строительством резиденции.
Два сына Пуричелли рано умерли, а его дочь Мария в 1880 году вышла замуж за влиятельного прусского барона и государственного служащего по имени Клеменс фон Шорлемер-Лизер. Мария унаследовала замок в 1895 году, а её супруг присоединил к своей фамилии имя Лизер. Шорлемер в 1905 году переехал в Кобленц, а резиденцию по его распоряжению перестроили и значительно расширили. В настоящее время замок представляет собой два автономных объекта: старое здание (справа, если смотреть со стороны Мозеля, созданное в стиле неоренессанса), и более новое (несколько меньшее здание в стиле модерн). Имена архитекторов, которые занимались реновацией комплекса и возведением ещё одного здания, неизвестны. Однако очевидно, что архитекторы и строители уделили серьёзное внимание при подборе строительных материалов и добились схожести нового сооружения со старым. Различие стилей можно определить только по отдельным деталям.
Кайзер Вильгельм II очень ценил барона Клеменса фон Шорлемер-Лизер и неоднократно посещал замок Лизер. Император бывал здесь в 1906, 1911 и 1913 годах. Кронпринц Вильгельм и принц Оскар также несколько раз гостили в замке.

### В муниципальной собственности и снова в частной
В 1981 году муниципалитет Лизера выкупил обветшавший комплекс у семьи Шорлемер-Лизер за 600 000 немецких марок. Последней жительницей замка была вдовствующая баронесса Марлиз Райнен фон Шорлемер-Лизер. Затем здание пустовало почти десять лет. Но раз в год в нём проводили фестиваль, посвящённый Дню Святой Троицы.
В феврале 2001 года замок за два миллиона евро купил инвестор из города Бад-Зальцуфлен. С 2007 года замок принадлежит семье Киллаарс, которая, помимо выплаты 1,2 миллиона евро прежнему владельцу вложила ещё 12 миллионов евро в реставрацию здания и помещений и переоборудование их в роскошный отель. При этом при строительстве подземной автостоянки пришлось спилить огромную секвойю. Торжественное открытие отеля состоялось в 2016 году.
Однако владельцы не смогли найти для респектабельного отеля оператора, и замок вновь был выставлен на продажу.
25 апреля 2018 года газета Trierischer Volksfreund сообщила, что в октябре 2018 года состоится повторное открытие отеля Lieser Castle. Оператором выступила голландская группа отелей Odyssey Hotel Group, которая работает под брендом Autograph Collection. Шеф-поваром дорого ресторана стал Вольфганг Преслер, который ранее был шефом элитного ресторана Aqua в отеле Ritz Carlton в Вольфсбурге. Однако по разным причинам первые постояльцы смогли поселиться в замке-отеле ещё через год, в 2019-м.

## Описание
Фасады зданий протянулись с востока на запад. Доступ во все номера на разных этажах осуществляется через центральный коридор (типичная особенность английских загородных особняков). Первый этаж возводили из красноватого песчаника, а верхние этажи — из типичного для этого региона сланцевого камня. Оконные проёмы на верхних этажах выполнены из удельфангерского песчаника, а все колонны и опоры созданы из бургпреппахерского песчаника. Крыша также покрыта сланцевым шифером, который добывали в шахтах Каубера.
Чтобы уменьшить возможный ущерб от регулярных разливов и наводнений Мозеля на первом этаже изначально были предусмотрены только подсобные и складские помещения. Например, там была предусмотрена винотека. Однако позднее проблема затопления потеряла остроту (после создания специальных каналов, плотин и дамб). Тем не менее первый этаж сохранил достаточно скромное архитектурное оформление. В свою очередь верхние этажи оформлены невероятно роскошно. Здесь не экономили даже на мелочах. В частности были предусмотрены изразцовые печи, свинцовые рамы для окон и дорогая фурнитура дверей. Всё это оказалось тщательно сохранено и тщательно отреставрировано в ходе позднейших реконструкций. С 1901 года в замке имелась собственная электростанция.

### Первый этаж
На первом этаже имеется несколько залов и помещений, которые выполняют представительские функции. Элементы дизайна подчас очень сложны. Центральным залом считается восьмиугольный бальный зал, в который можно попасть прямо со стороны центральной лестницы. Он украшен декоративными деревянными панелями (буазери), скульптурами и росписью потолка. Большинство других помещений также отделаны деревом. На центральной лестнице находятся большие настенные картины, которые посвящены многим известным памятникам региона Мозеля. Кроме того, в восточной части замка находится небольшая часовня площадью 19 м² с дорогой напольной авторской плиткой. Также на первом этаже расположены бильярдная, кухня и созданные позднее вместо подсобных помещений жилые гостевые комнаты.
Отдельно стоит упомянуть ряд архитектурных украшений. Например, фигуры, изготовленные скульптором Петером Фуксом (1829—1898), который прославился своими работами в Кёльнском соборе. Не менее интересен главный фасад с барельефами, посвящёнными идеализированной теме промышленности и сельского хозяйства.

### Второй этаж
Изначально второй этаж предназначался для семьи владельца замка. Здесь были просторные гостиные со мраморными столами и мраморными каминами, спальни, комнаты для гостей и для домашней прислуги. Медная плита камина — настоящее произведение искусства, созданное художником Губертом Залентином из Дюссельдорфа.

## Виноделие
Во времена владения замком бароном Шорлемером около замка построили отдельный корпус, где разместили мощный пресс для производства собственных вин. В 1970-е годы виноградники площадью 8,5 га, ранее относившиеся к замку, несколько раз были перепроданы. В итоге прежние традиции виноделия оказались утрачены. Но в XXI веке винодельню восстановили и оснастили современным оборудованием. Здесь изготавливают вина таких марок как Juffer и Juffer Sonnenuhr (Brauneberg), Himmelreich (Graach), а также Niederberg-Helden и Schlossberg (Lieser). Виноград для них используется исключительно сорта Рислинг. Фирменными напитками ресторана являются сладкие предикатные вина.

## В массовой культуре
- Замок и примыкающий к нему сад служили декорацией для фильма «Убитый горем Мозель»[нем.] 1953 года.

## Галерея

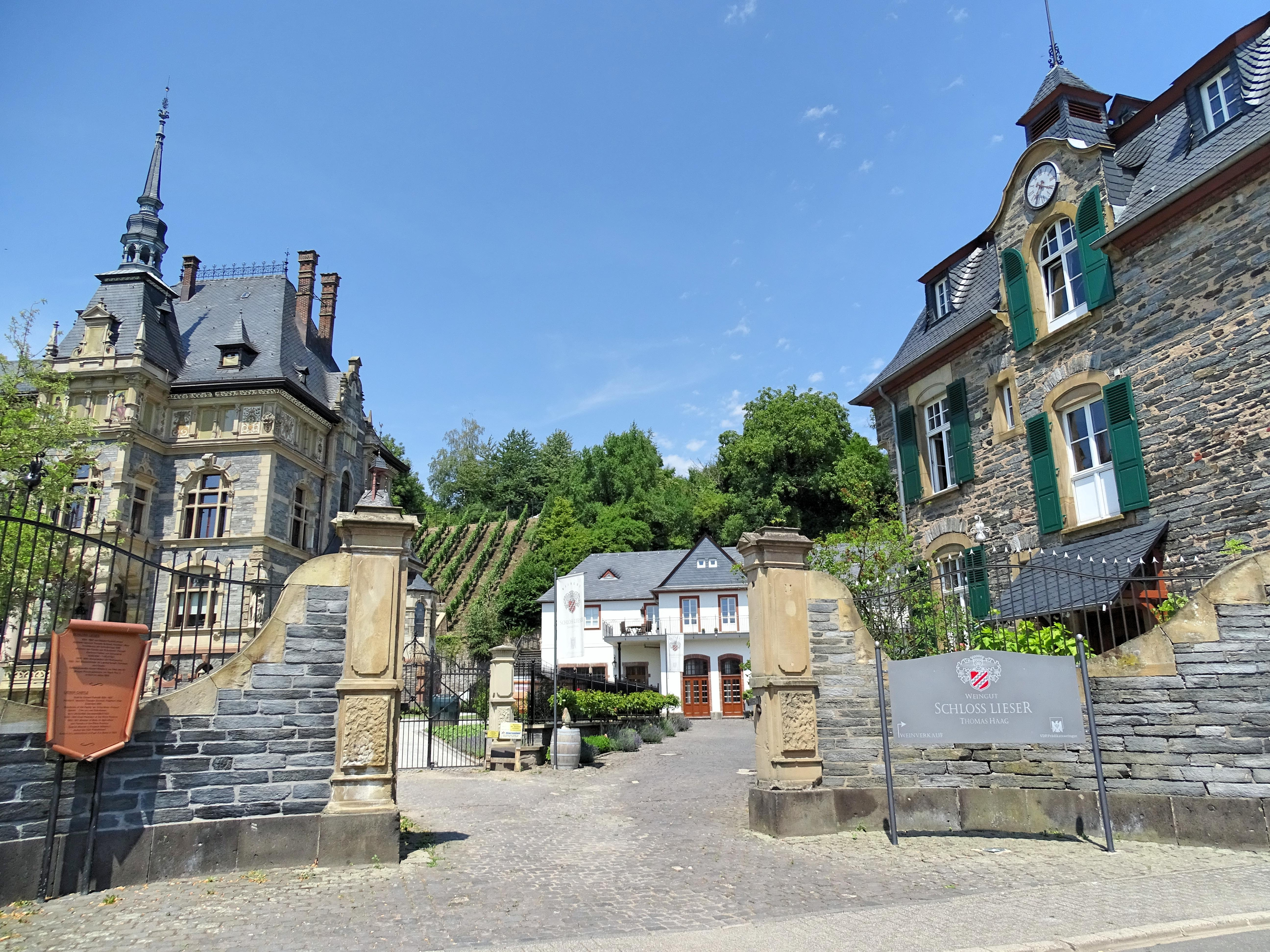
Центральный вход в комплекс
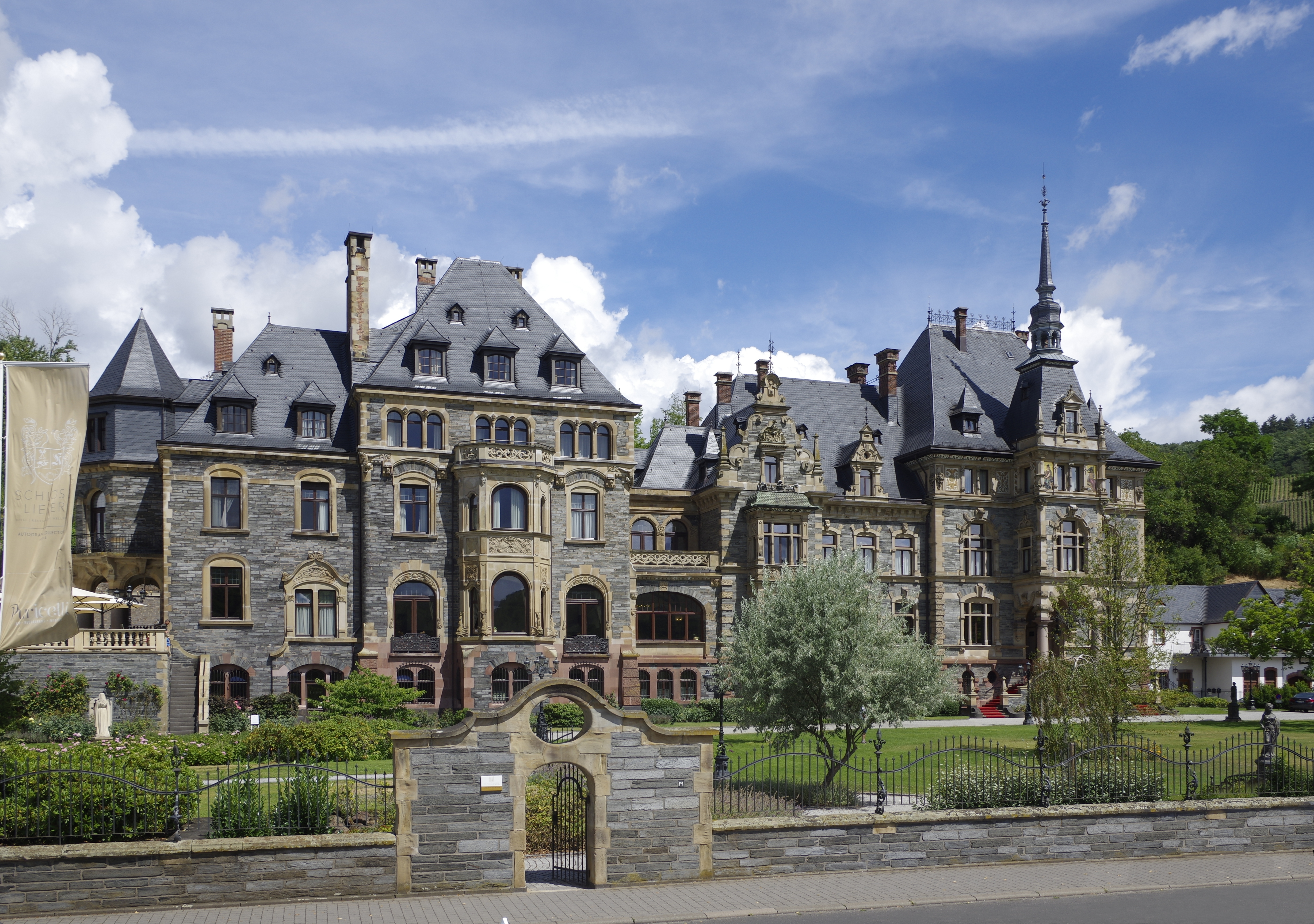
Фасады комплекса
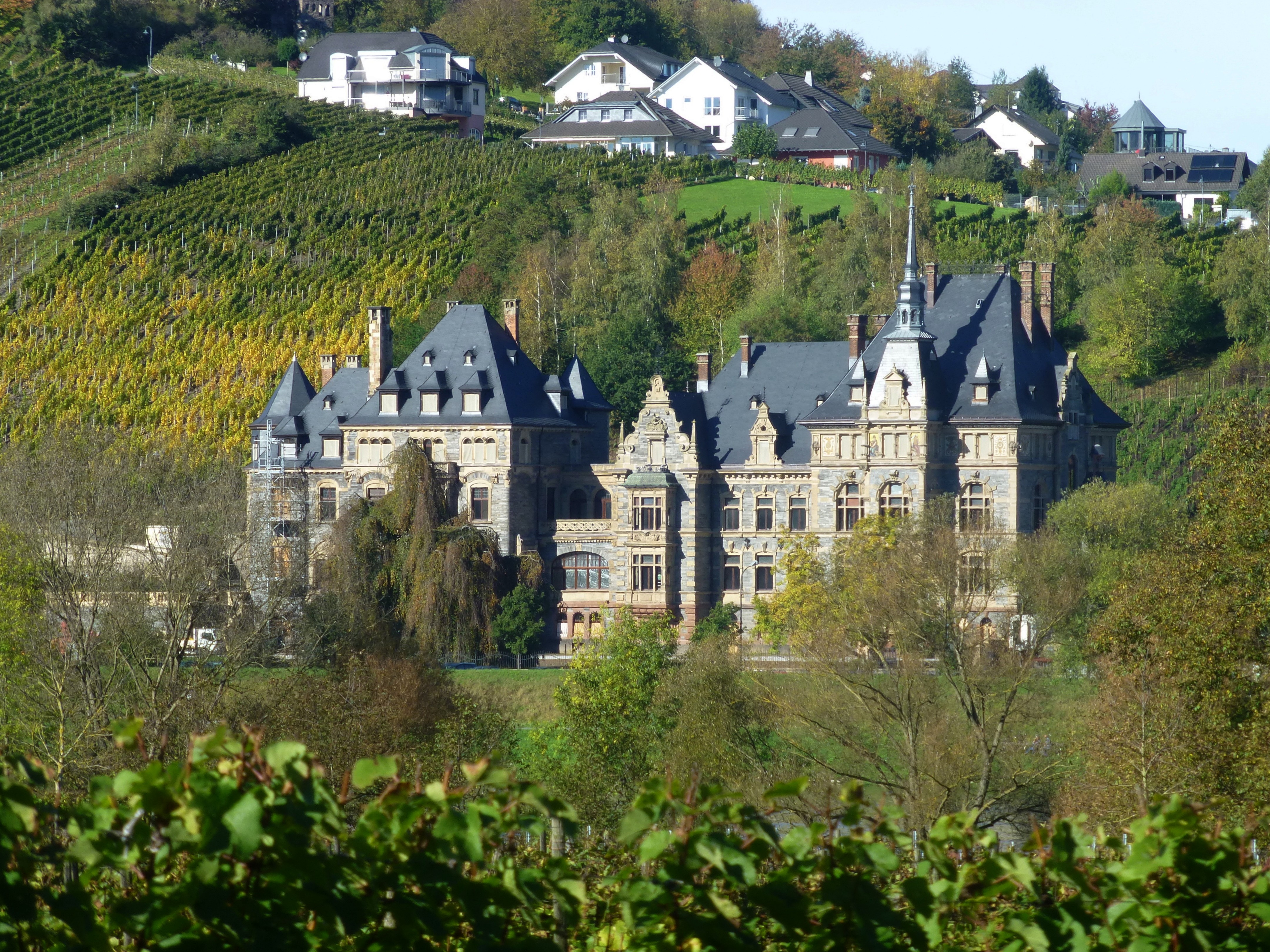
Вид замка на фоне виноградников
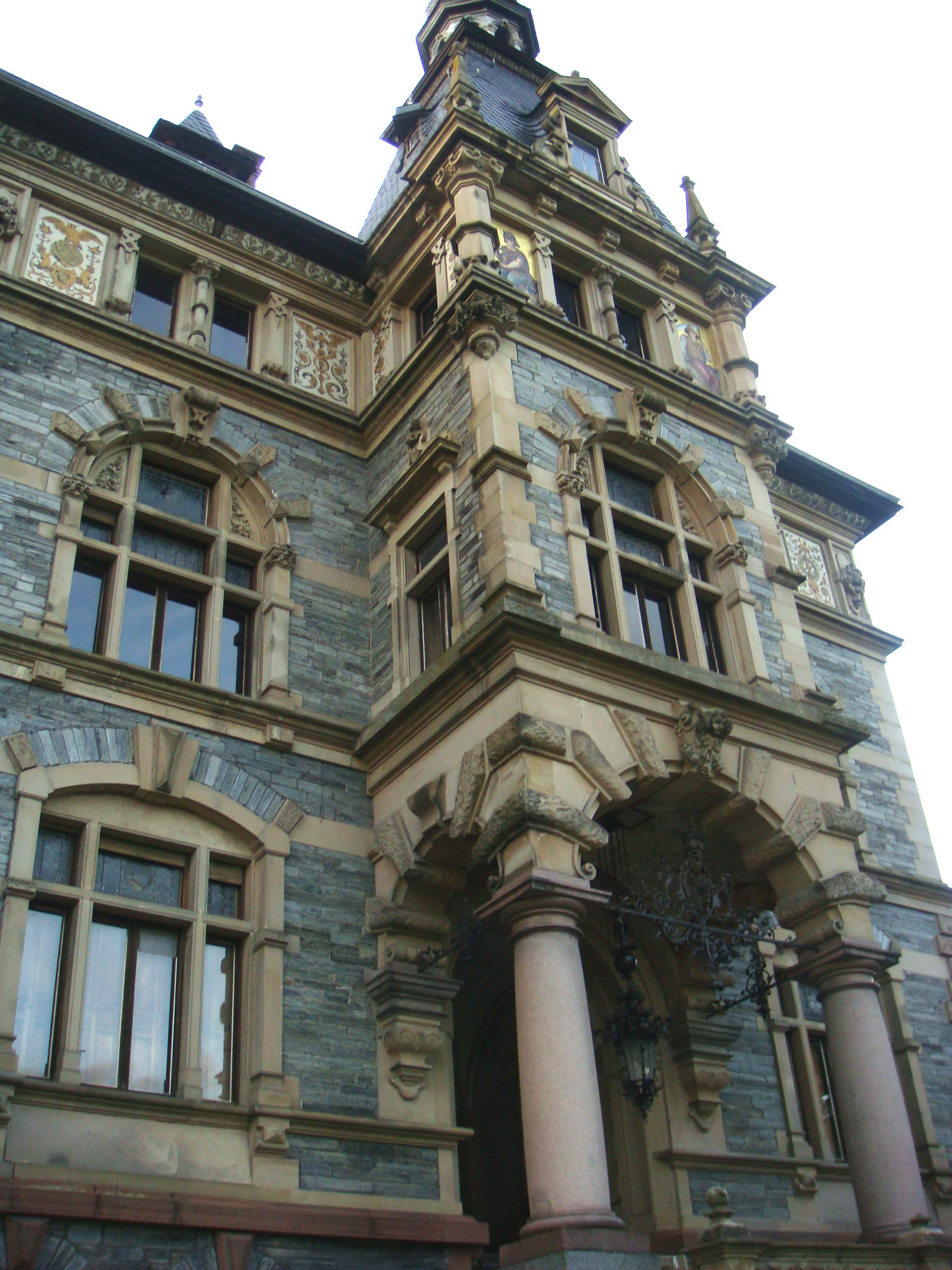
Главный вход в здание
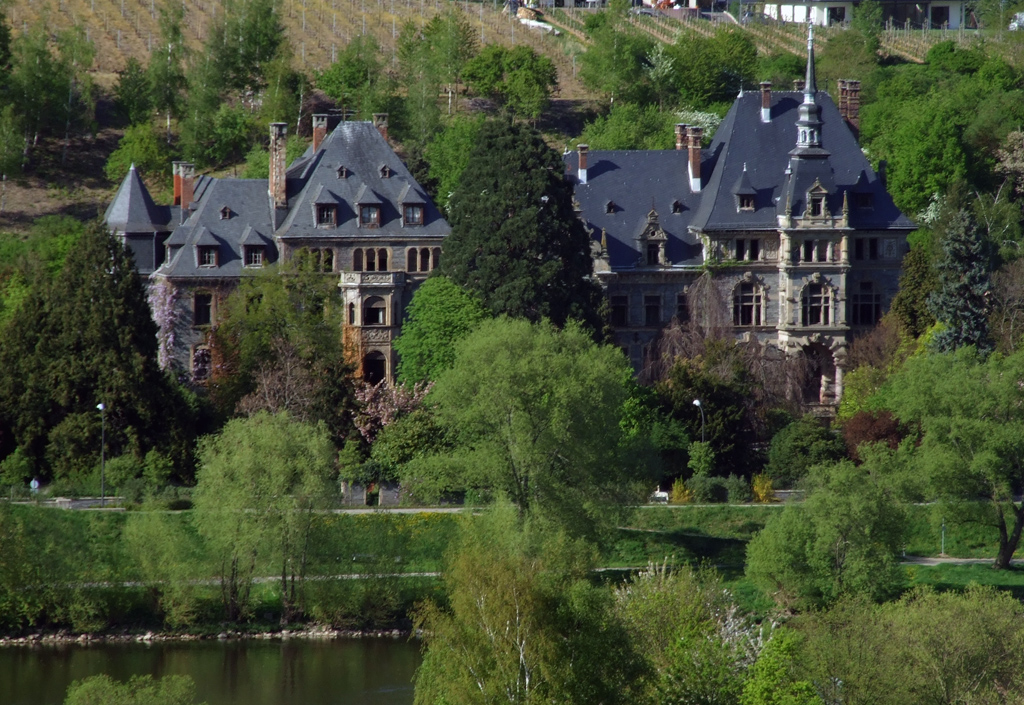
Вид замка со стороны Мозеля